# Pensa (Burkina Faso)
Pensa è un dipartimento del Burkina Faso classificato come comune, situato nella Provincia  di Sanmatenga, facente parte della Regione del Centro-Nord.
Il dipartimento si compone del capoluogo e di altri 13 villaggi: Ankouna, Badnongo, Bangkiemdé-Bangré, Bou, Boulga, Doro, Faramoura, Mognaba, Nahi-Peulh, Ouapaci, Raogo, Yalgo e Zinibéogo.